# Bembidion ephippium
Bembidion ephippium är en skalbaggsart som först beskrevs av Thomas Marsham 1802.  Bembidion ephippium ingår i släktet Bembidion, och familjen jordlöpare. Arten har ej påträffats i Sverige.